# Paulina Pawlak
Paulina Pawlak, po mężu Madej (ur. 1 lipca 1984 w Łodzi) – polska koszykarka grająca na pozycji rozgrywającej, mistrzyni i reprezentantka Polski.

## Kariera sportowa
Jest wychowanką UKS Jedynka Łódź, w latach 1999–2003 była uczennicą Szkoły Mistrzostwa Sportowego w Warszawie, w barwach drużyny szkolnej debiutowała w sezonie 1999/2000 w II lidze, w sezonie 2000/2001 w ekstraklasie. W latach 2003–2010 występowała w Lotosie Gdynia, z którym zdobyła mistrzostwo Polski w 2004, 2005 i 2009 oraz wicemistrzostwo Polski w 2006, 2007 i 2008, a także Puchar Polski w 2005 i 2007; ponadto w 2004 zajęła z drużyną drugie miejsce w rozgrywkach Euroligi. W przerwie zimowej sezonu 2009/2010 przeszła do Wisły Can Pack Kraków (Lotos zdobył w tym sezonie mistrzostwo Polski). Z krakowskim klubem wywalczyła mistrzostwo Polski w 2011, 2012 i 2014 oraz wicemistrzostwo Polski w 2013. W sezonie 2014/2015 występowała w Ślęzy Wrocław. Jesienią 2015 przerwała karierę.
Reprezentowała Polskę na mistrzostwach Europy kadetek w 1999 (6 miejsce), mistrzostwach Europy juniorek w 2002 (6 miejsce), młodzieżowych mistrzostwach Europy w 2004 (6 miejsce), a także trzykrotnie na mistrzostwach Europy seniorek (2009 – 11 m., 2011 – 11 m. i 2015 – 18 m.)

## Osiągnięcia
Drużynowe
- Mistrzyni Polski (2004, 2005, 2009, 2011, 2012, 2014)
- Wicemistrzyni:
  - Światowej Ligi FIBA (2004)
  - Euroligi (2004)
  - Polski (2006, 2007, 2008, 2013)
- Zdobywczyni:
  - Pucharu Polski (2005, 2007, 2008, 2012, 2014)
  - Superpucharu Polski (2007)
- Finalistka:
  - Pucharu Polski (2006, 2009, 2013)
  - Superpucharu Polski (2008, 2009)
- Uczestniczka rozgrywek:
  - Euroligi (2003–2007, 2008–2014)
  - Światowej Ligi FIBA (2003/2004)

Indywidualne
- Najlepsza polska zawodniczka finału pucharu Polski (2007)[1]
- Laureatka Złotych Koszy w kategorii: Koszykarska Osobowość Roku (2009)[2]
- Uczestniczka meczów gwiazd PLKK (2003 – Starogard Gdański, 2003 – Rzeszów, 2004, 2005, 2006, 2008 – powołana, nie wystąpiła, 2010, 2011, 2012, 2014, 2015)

Reprezentacja
- Uczestniczka mistrzostw:
  - Europy (2009 – 11. miejsce, 2011 – 11. miejsce, 2015 – 18. miejsce)
  - Europy U–20 (2004 – 6. miejsce)
  - Europy U–18 (2002 – 6. miejsce)
  - Europy U–16 (1999 – 6. miejsce)